# Médon
Médon è una città e sottoprefettura della Costa d'Avorio appartenente al  dipartimento di Sassandra. Conta una popolazione di 16 575 abitanti (censimento 2014).